# Szkodniki

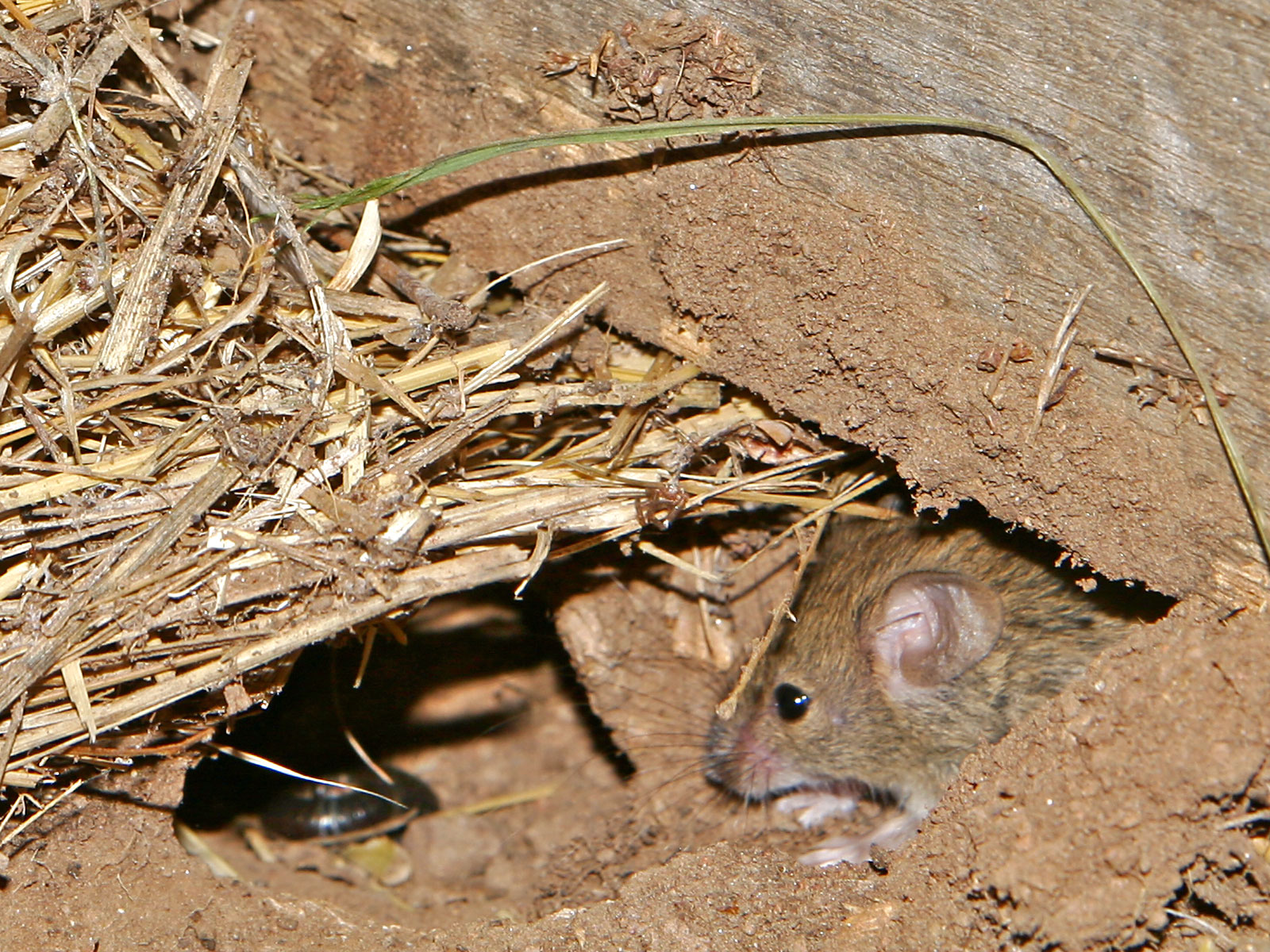
Mus (mysz)

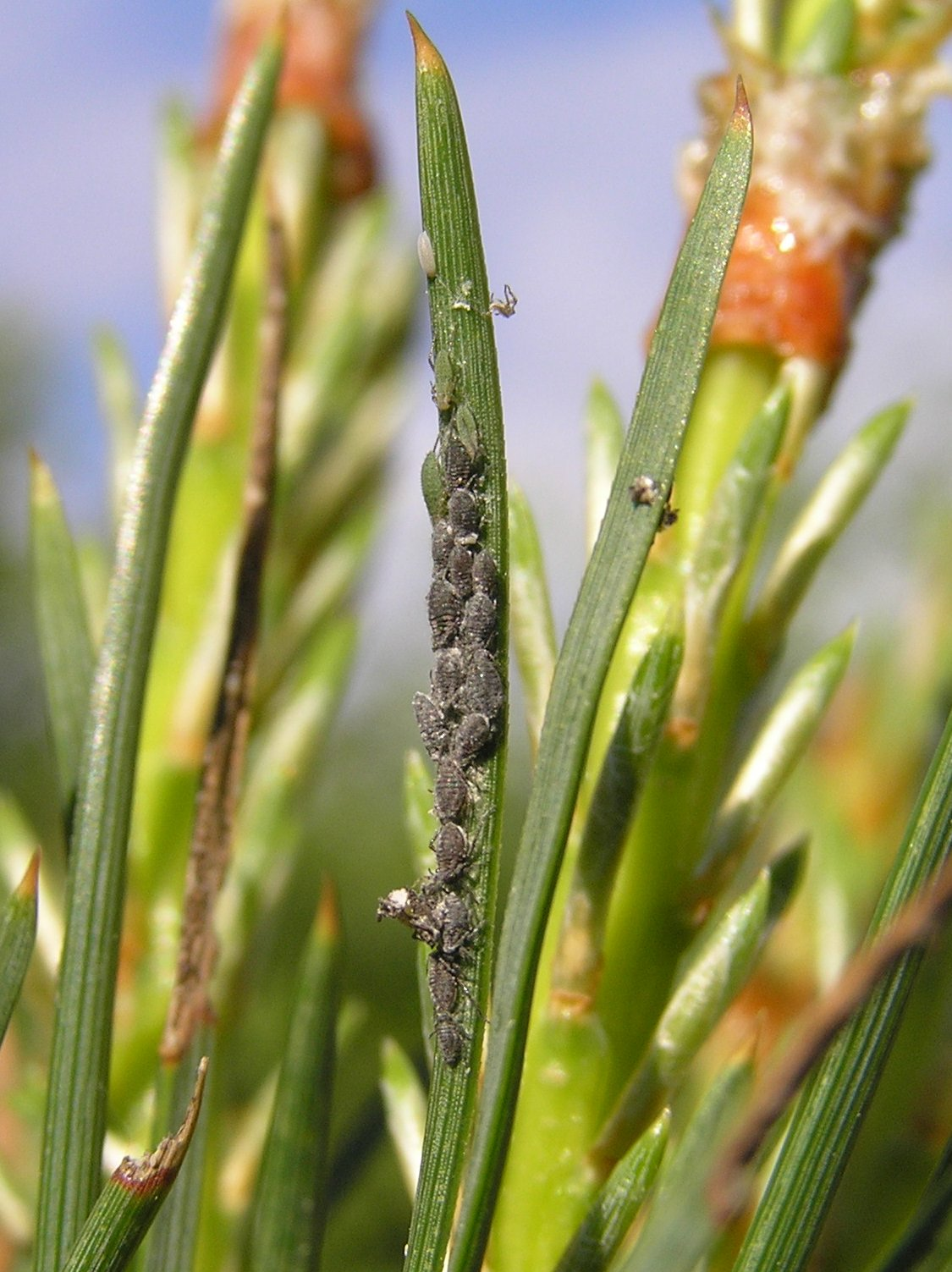
Miodownica sosnowa na igłach sosny

Szkodniki – organizmy powodujące straty w działalności rolnej, leśnej, magazynowej, także uszkadzające kolekcje, zbiory muzealne, biblioteczne itp.
Szacuje się, że straty spowodowane przez szkodniki w uprawianych roślinach sięgają około 10–15% wartości całego plonu w skali światowej.

## Rodzaje szkodników
Do szkodników należą zwierzęta uszkadzające rośliny uprawne oraz zbiory tych roślin przechowywane w magazynach, spichrzach, zakładach przetwórczych, uszkadzające drzewa, krzewy leśne i parkowe, materiały drewnopochodne, materiały tekstylne, książki i całe księgozbiory, produkty spożywcze itd. 
Do szkodników należą niektóre gatunki nicieni, ślimaków, wijów, roztoczy oraz owadów (grupa najliczniejsza), a z kręgowców głównie gryzonie. 
Szkodniki oprócz oczywistych szkód jakie wywołują, to znaczy oprócz uszkadzania i zniekształcania różnorodnych części roślin i w efekcie znacznego często obniżenia plonu (nierzadko powodują zamieranie roślin), przenoszą czasem również czynniki chorobotwórcze – szkodliwe wirusy, bakterie lub grzyby. 
Za masowe pojawianie się szkodników odpowiedzialna jest w dużym stopniu uprawa jednego gatunku rośliny na dużej powierzchni (monokultura), a także intensyfikacja rolnictwa.

## Ochrona przed szkodnikami
Pośród metod ochrony roślin przed szkodnikami wyróżnia się: 
- profilaktykę: 
  - odpowiednią agrotechnikę w połączeniu z właściwym płodozmianem,
  - niszczenie chwastów i resztek pożniwnych np. poprzez wprowadzanie ich do gleby przy pomocy orki,
  - przestrzeganie optymalnych terminów siewu oraz sprzętu roślin,
  - stosowanie specjalnych, odpornych odmian roślin;
- bezpośrednie zwalczanie szkodników przy użyciu metod:
  - biologicznych,
  - chemicznych,
  - fizykochemicznych,
  - mechanicznych.

Najskuteczniejsze jest zwalczanie kompleksowe, czyli łączące różne metody w jeden zespół. W rzadkich przypadkach stosuje się kwarantannę roślin. 
Występowaniu szkodników wśród zbiorów można zapobiegać utrzymując czystość produktów, przewietrzanie, chroniąc je przed wilgocią. 
Nauką określającą szkodliwe gatunki, badającą terminy ich pojawiania się, ich biologię, ekologię i szkodliwość oraz opracowującą metody zapobiegania ich pojawieniu się i bezpośredniego zwalczania jest entomologia stosowana.